# Oxudercidae
Oxudercidae är en familj av smörbultslika fiskar som omfattar fyra underfamiljer som tidigare placerades i familjen Gobiidae. Familjen kallas ibland felaktigt för Gobionellidae. Arterna inom familjen förekommer över stora delar av världen, i tempererade och tropiska områden, i salt och söt vatten, vanligtvis i euryhalina inlandsvatten med silt och sandsubstrat.
Oxudercidae omfattar 86 släkten med runt 600 arter. Familjen har flera arter som förekommer i färskvatten, ett antal som lever på våta stränder och som är kapabla att leva flera dagar uppe ur vattnet. Familjen omfattar slamkryparna som klarar av att röra sig på land och har ganska god syn ovanför vattenytan. En art, Gillichthys mirabilis, lever vanligtvis under vatten men kan gå upp till ytan för att ta luft när syrenivån i vattnet blir för låg.

## Underfamiljer
Följande underfamiljer inkluderas i Oxudercidae:
- Amblyopinae Günther, 1861[2]
- Gobionellinae Bleeker, 1874[3]
- Oxudercinae (omfattar slamkryparna) Günther, 1861[4]
- Sicydiinae T.N. Gill, 1860[5]